# Distretto di Limanowa
Il distretto di Limanowa (in polacco powiat limanowski) è un distretto polacco appartenente al voivodato della Piccola Polonia.

## Geografia antropica

### Suddivisioni amministrative
Il distretto comprende 12 comuni.
- Comuni urbani: Limanowa, Mszana Dolna
- Comuni rurali: Dobra, Jodłownik, Kamienica, Laskowa, Limanowa, Łukowica, Mszana Dolna, Niedźwiedź, Słopnice, Tymbark